# Franck Fiawoo
Franck Fiawoo (* 6. Juni 1942 in Lomé; † 27. Juni 2008 in Marseille) war ein togoischer Fußballspieler.

## Spielerkarriere
Der Stürmer Fiawoo begann das Fußballspielen beim Stadtteilklub Danger Star in der togoischen Hauptstadt Lomé. Von dort aus wechselte er zum Étoile Filante de Lomé, mit dem er sowohl im Pokal als auch in der Meisterschaft Titel auf landesweiter Ebene gewann. Dabei war er in den frühen 1960er-Jahren einer der Schlüsselspieler, was ihm auch Berufungen in die Nationalelf einbrachte. Mit dieser nahm er am Fußballturnier der Afrikaspiele 1965 teil. Somit war er in seinem westafrikanischen Heimatland zu einem der bedeutendsten Spieler geworden, als er im Vorfeld der Saison 1965/66 mit 23 Jahren vom französischen Zweitligisten Olympique Marseille verpflichtet wurde. Mit Jean Robin war es ein langjähriger Spieler Olympiques, der zur damaligen Zeit Nationaltrainer Togos war und den Spielerwechsel in die Wege leitete.
Für Marseille kam Fiawoo am 16. Oktober 1965 bei einem 2:2 gegen Racing Besançon zu seinem Debüt in Frankreichs zweithöchster Liga. Zum Saisonende hin wurde er zunehmend häufiger aufgeboten und erreichte mit seiner Mannschaft den Aufstieg in die Erstklassigkeit. Infolgedessen debütierte er am 3. September 1966 bei einem 1:0-Sieg gegen den FC Sochaux auch in dieser Liga. Zwar nahm er keinen festen Stammplatz ein, doch bildete er regelmäßig ein Duo mit dem Kameruner Joseph Yegba Maya, der ebenso wie er über eine hohe Robustheit und Beweglichkeit verfügte. Zu Jahresbeginn 1968 wurde Fiawoo an den Zweitligisten SEC Bastia verliehen. Für den Verein von der Insel Korsika konnte er bis zur nachfolgenden Sommerpause elf Mal treffen und damit einen wichtigen Beitrag zum Aufstieg in die höchste französische Spielklasse leisten. Nach seiner Rückkehr wurde er in Marseille regelmäßig eingesetzt, wenngleich mit dem Schweden Roger Magnusson ein weiterer Konkurrent in der Offensive hinzugekommen war. Allerdings verhinderte der Konkurrenzkampf im Sturm, dass er das französische Pokalendspiel 1969 bestreiten konnte. In dieses war die Elf neben einem mittelmäßigen Abschneiden in der Liga eingezogen und konnte sich ohne seine Mitwirkung mit 2:0 gegen Girondins Bordeaux durchsetzen.
Zur Spielzeit 1969/70 wechselte der Togoer von Marseille zum Zweitligisten Avignon Football, bei dem er einen Stammplatz einnahm und 1970 die Aufstiegsrunde zur ersten Liga erreichte. An der Qualifikation zur höchsten Spielklasse scheiterte die Mannschaft jedoch. Für die Saison 1970/71 schloss er sich dem Zweitliganeuling ESCN La Ciotat an, erlitt aber vor Saisonbeginn einen schweren Autounfall auf der Autobahn bei Avignon. Er erlitt unter anderem einen Bruch von Schien- und Wadenbein und in der Folge ergaben sich Probleme bei der Behandlung, wodurch mehrere Operationen notwendig wurden. Dies hatte zur Folge, dass er für La Ciotat niemals zum Einsatz kam und seine Profilaufbahn beenden musste.

## Trainerlaufbahn und weiterer Lebensweg
Nach dem Karriereende kehrte er zunächst in seine togoische Heimat zurück, wo er für einen Stromversorger tätig war und zudem als Fußballtrainer wirkte. Unter anderem hatte er dieses Amt in den 1980er-Jahren bei der Entente II Lome inne und erreichte mit der Mannschaft das Viertelfinale des African Cup Winners’ Cup. Anschließend übernahm er auch das Traineramt bei seinem einstigen Verein Étoile Filante. Fiawoo widmete sich auch der Jugendarbeit und eröffnete gemeinsam mit einem früheren Mitspieler in Tsévié eine Fußballschule, wobei dieses Projekt aufgrund von Geldmangel keinen dauerhaften Erfolg hatte. Unter anderem durch den schweren Verkehrsunfall bedingt litt er unter sich verstärkenden gesundheitlichen Problemen und ging zwecks besserer Behandlungsmöglichkeiten wieder nach Frankreich, wo er ab 2001 erneut in Marseille lebte. Dort starb er 2008 im Alter von 66 Jahren.